# Wanderbiltiana
Wanderbiltiana là một chi bọ cánh cứng trong họ Chrysomelidae.
Chi này được miêu tả khoa học năm 1955 bởi Bechyne.

## Các loài
Chi này gồm các loài:
- Wanderbiltiana wawasita Santiago-Blay, Savini, Furth, Craig & Poinar, 2004